# Batalla de Attu
La Batalla de Attu fue el principal enfrentamiento bélico de las Islas Aleutianas, junto a la batalla de Kiska. Un pequeño destacamento de tropas japonesas comandadas por Yasuyo Yamasaki ocuparon la zona norte de la Isla de Attu, en las Islas Near de las Aleutianas. Las tropas estadounidenses desembarcaron en Attu el 11 de mayo, luchando durante dos semanas contra los japoneses en medio del clima ártico.
Supuso la primera batalla dentro de territorio estadounidense, además de ser el primer conflicto librado en condiciones árticas entre tropas estadounidenses y japonesas. La inaccesibilidad de la isla imposibilitó el uso de artillería pesada, obligando a los estadounidenses a acabar con las defensas japonesas mediante el cuerpo a cuerpo durante un último ataque banzai que pretendía romper las líneas estadounidenses.

## Antecedentes
Artículos principales: Ocupación japonesa de Kiska y Ocupación japonesa de Attu
La estratégica posición de las islas de Attu y Kiska frente a la costa de Alaska significó que su ubicación pemitiría controlar las rutas marítimas a través del Océano Pacífico Norte. Los planificadores japoneses creían que el control de las Aleutianas sería, por tanto, una barrera para repeler cualquier ataque de los Estados Unidos desde Alaska. Esta idea ya había sido defendida por el general Billy Mitchell, que catalogaba a Alaska como "el lugar estratégico más importante en el mundo".
El 7 de junio de 1942, seis meses después de que los Estados Unidos entraran en la Segunda Guerra Mundial, el 301º Batallón de Infantería Independiente del Ejército del Norte aterrizó sin oposición en Attu. El desembarco se produjo un día después de la invasión a la cercana Kiska. Ya bajo dominio japonés, el ejército estadounidense temía que ambas islas se convirtieran en bases aéreas japonesas que comenzaran a efectuar ataques aéreos contra la costa oeste de América del Norte.
En 1943 la película de Walt Disney titulada Victory Through Air Power utilizó los bombarderos de largo alcance estadounidenses contra los japoneses a modo de propaganda.

## Batalla
El 11 de mayo de 1943, las unidades de la 17.ª y la 7.ª División de Infantería EE. UU. comandadas por Albert Brown ejecutaron desembarcos anfibios en Attu para recapturar la isla de las fuerzas del Ejército Imperial japonés encabezado por el Coronel Yasuyo Yamasaki. A pesar de los bombardeos navales contra las posiciones japonesas, las tropas estadounidenses se encontraron con arraigadas defensas enemigas, unidas a las malas condiciones climáticas árticas y a las bajas de las fuerzas americanas.
Entre los días 21 y 22 de mayo, una poderosa flota japonesa se agolpó en la bahía de Tokio dispuesta a navegar hacia Attu para repeler el intento estadounidense de recapturar la isla. La flota incluía los portaaviones Zuikaku, Shokaku, Jun'yō, Hiyō, los acorazados Musashi, Kongō, Haruna, y los cruceros Mogami, Kumano, Suzuya, Tone, Chikuma, Agano, Oyodo y once destructores. Sin embargo, los americanos lograron recapturar Attu antes de que la flota pudiera salir.
El 29 de mayo de 1943, y sin esperanza de rescate, Yamasaki preparó a sus tropas restantes para efectuar una carga banzai. El impulso del ataque sorpresa apareció entre las posiciones de primera línea de Estados Unidos, que se defendieron cuerpo a cuerpo en los alrededores del puerto Chichagof. El ataque banzai puso fin a la batalla por la isla, aunque los informes de la Marina de los Estados Unidos indican que pequeños grupos de japoneses continuaron luchando hasta principios de julio de 1943. En los 19 días de combate, 549 soldados de la 7.ª División murieron y hubo más de 1.000 heridos. Los japoneses, en cambio, perdieron a más de 2850 hombres, entre ellos el propio líder de la operación, Yamasaki.